# NGC 5882
NGC 5882 (другие обозначения — IC 1108, PK 327+10.1, ESO 274-PN7) — планетарная туманность в созвездии Волк.
Этот объект входит в число перечисленных в оригинальной редакции «Нового общего каталога».